# Państwowe Liceum i Gimnazjum w Rawie Ruskiej
Państwowe Liceum i Gimnazjum w Rawie Ruskiej – polska szkoła z siedzibą w Rawie Ruskiej w okresie II Rzeczypospolitej, od 1938 o statusie gimnazjum i liceum ogólnokształcącego.

## Historia
Gimnazjum zostało założone w okresie zaboru austriackiego w 1909 jako „Państwowa szkoła realna z językiem nauczania polskim”. Po odzyskaniu przez Polskę niepodległości i nastaniu II Rzeczypospolitej działało Państwowe Gimnazjum w Rawiej Ruskiej. W latach 20. gimnazjum prowadzono w typie humanistycznym. W 1926 w Gimnazjum było osiem klas z ośmioma oddziałami, w których uczyło się łącznie 207 uczniów płci męskiej i 32 uczennice.
Zarządzeniem Ministra Wyznań Religijnych i Oświecenia Publicznego Wojciecha Świętosławskiego z 23 lutego 1937 „Państwowe Gimnazjum w Rawie Ruskiej” zostało przekształcone w „Państwowe Liceum i Gimnazjum w Rawie Ruskiej” (państwową szkołę średnią ogólnokształcącą, złożoną z czteroletniego gimnazjum i dwuletniego liceum), a po wejściu w życie tzw. reformy jędrzejewiczowskiej szkoła miała charakter koedukacyjny, a wydział liceum ogólnokształcącego był prowadzony w typie humanistycznym.

## Dyrektorzy
- Bronisław Duchowicz[1]
- Edward Żuława[1]
- Józef Schabowski (kier., dyr. od 01 IV 1924)[3][1]

## Nauczyciele
- Zygmunt Czerny
- Jan Killar

## Uczniowie i absolwenci
Uczniowie
- Kazimierz Kwolik – oficer

Absolwenci
- Julian Dadlez – oficer, malarz